# Hans von Brandenstein (Offizier)

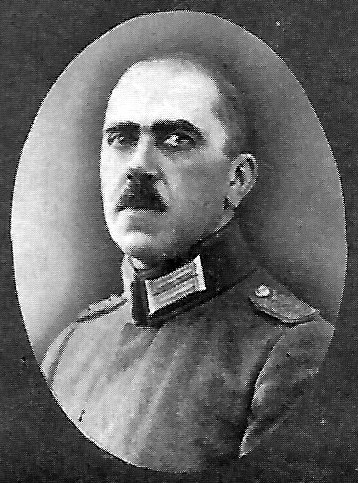
Hans von Brandenstein

Hans von Brandenstein (* 1. März 1870 in Görlitz; † 22. September 1950 in Weißenbach, Franken) war ein deutscher Offizier, zuletzt Generalleutnant der Reichswehr.
Hans entstammte dem Adelsgeschlecht Brandenstein. Er trat am 22. März 1889 aus dem Kadettenkorps kommend als Sekondeleutnant in das Grenadier-Regiment „König Wilhelm I.“ (2. Westpreußisches) Nr. 7 der Preußischen Armee ein. Während des Ersten Weltkriegs hatte er verschiedene Generalstabsverwendungen inne, u. a. als Chef des Generalstabs des XI. Armee-Korps sowie als Oberquartiermeister der Heeresgruppe Woyrsch. Ab dem 19. März 1919 war er der letzte Regimentskommandeur des Infanterie-Regiments „Prinz Friedrich der Niederlande“ (2. Westfälisches) Nr. 15 in Minden. Mit dessen Auflösung erfolgte seine Übernahme in die Vorläufige Reichswehr. Brandenstein diente als Kommandeur des 17. Infanterie-Regiments und war zuletzt Kommandant von Königsberg.